# Hành lá

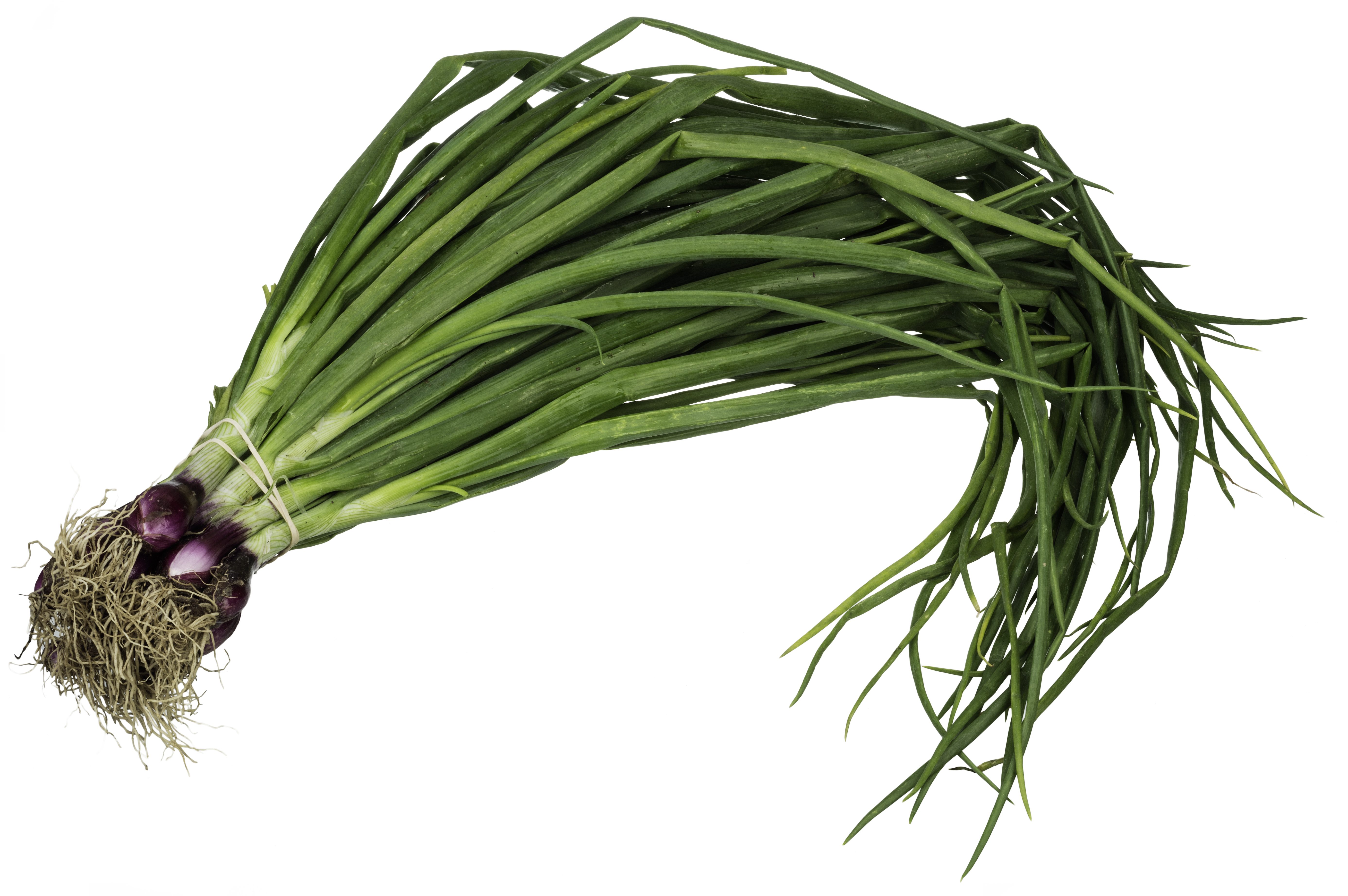
Một bó hành lá củ đỏ

Hành lá hay hành xanh, hành non là tên gọi chung của các loài thuộc chi Hành. Tất cả hành lá đều có lá rỗng màu xanh (giống hành tây), nhưng lại thiếu một thân hành (củ hành) phát triển hoàn chỉnh. Chúng được trồng bởi hương vị thơm dịu hơn so với hầu hết hành tây và được ăn sống hoặc nấu chín như một loại rau.

## Phân loại
"Hành lá" cũng được dùng chỉ các cây non của hành tây (A. cepa var. Cepa), hẹ tây (A. cepa var. Aggregatum, tiền thân A. ascalonicum), được thu hoạch trước khi thân hành phát triển hoàn chỉnh, hoặc khi thân hành còn nhỏ. Hầu hết các giống trồng ở phương Tây chủ yếu là hành salad hoặc hành lá thuộc loài A. cepa var. cepa. Vài loài khác cũng thuộc hành lá gồm A. ×proliferum và A. ×wakegi.
Các loài và giống cây trồng có thể được gọi là "hành lá" bao gồm:
- Hành hoa
- Hẹ tây
- Hành tây
- Kiệu
- A. ×proliferum
- Allium ×wakegi